# Comuna Costești, Iași
Costești este o comună în județul Iași, Moldova, România, formată din satele Costești (reședința) și Giurgești.

## Așezare
Comuna se află în partea de nord-vest a județului, în zona cursului superior al râului Bahluieț, afluentul său Bahluiețul Rece trecând prin comună. Este străbătută de șoseaua națională DN28, care leagă Târgu Frumos de Pașcani. Prin comună trece și calea ferată Pașcani-Iași, pe care este deservită de halta de călători Costești și de stația Pietrișu.

## Demografie
Componența etnică a comunei Costești
     Români (90,16%)
     Alte etnii (9,84%)
Componența confesională a comunei Costești
     Ortodocși (89,89%)
     Alte religii (0,27%)
     Necunoscută (9,84%)
Conform recensământului efectuat în 2021, populația comunei Costești se ridică la 1.494 de locuitori, în scădere față de recensământul anterior din 2011, când fuseseră înregistrați 1.743 de locuitori. Majoritatea locuitorilor sunt români (90,16%). Din punct de vedere confesional, majoritatea locuitorilor sunt ortodocși (89,89%), iar pentru 9,84% nu se cunoaște apartenența confesională.

## Politică și administrație
Comuna Costești este administrată de un primar și un consiliu local compus din 11 consilieri. Primarul, Aurel Doacă[*], de la Partidul Social Democrat, este în funcție din 2012. Începând cu alegerile locale din 2024, consiliul local are următoarea componență pe partide politice:
|  | Partid                    | Consilieri | Componența Consiliului | Componența Consiliului | Componența Consiliului | Componența Consiliului | Componența Consiliului | Componența Consiliului | Componența Consiliului | Componența Consiliului | Componența Consiliului |
|  | ------------------------- | ---------- | ---------------------- | ---------------------- | ---------------------- | ---------------------- | ---------------------- | ---------------------- | ---------------------- | ---------------------- | ---------------------- |
|  | Partidul Social Democrat  | 9          |                        |                        |                        |                        |                        |                        |                        |                        |                        |
|  | Partidul Național Liberal | 2          |                        |                        |                        |                        |                        |                        |                        |                        |                        |

## Istorie
La sfârșitul secolului al XIX-lea, comuna nu exista, satul Costești (cu părțile Costeștii Răzășești și Costești-Sturdza) făcând parte din comuna Ruginoasa din județul Suceava. Anuarul Socec din 1925 consemnează apariția comunei în plasa Lespezi a aceluiași județ, având 1452 de locuitori în satele Cornești, Costești, Giurgești, Petrișu de Jos și Petrișu de Sus. În 1931, comuna a fost desființată, satele ei revenind la comuna Ruginoasa (acum din județul Baia), dar a fost reînființată la scurt timp după aceea.
În 1950 a fost transferată raionului Târgu Frumos și apoi (după 1956) raionului Pașcani din regiunea Iași. În 1968, comuna Costești a fost din nou desființată, satele ei trecând la comuna suburbană Târgu Frumos a orașului Târgu Frumos; tot atunci, satul Pietrișu a fost desființat și comasat cu satul Costești. În 1968, comuna Târgu Frumos a fost subordonată direct județului Iași, întrucât s-a renunțat la conceptul de comună suburbană. Comuna Costești a fost reînființată, în alcătuirea actuală, în anul 2004.

## Monumente istorice

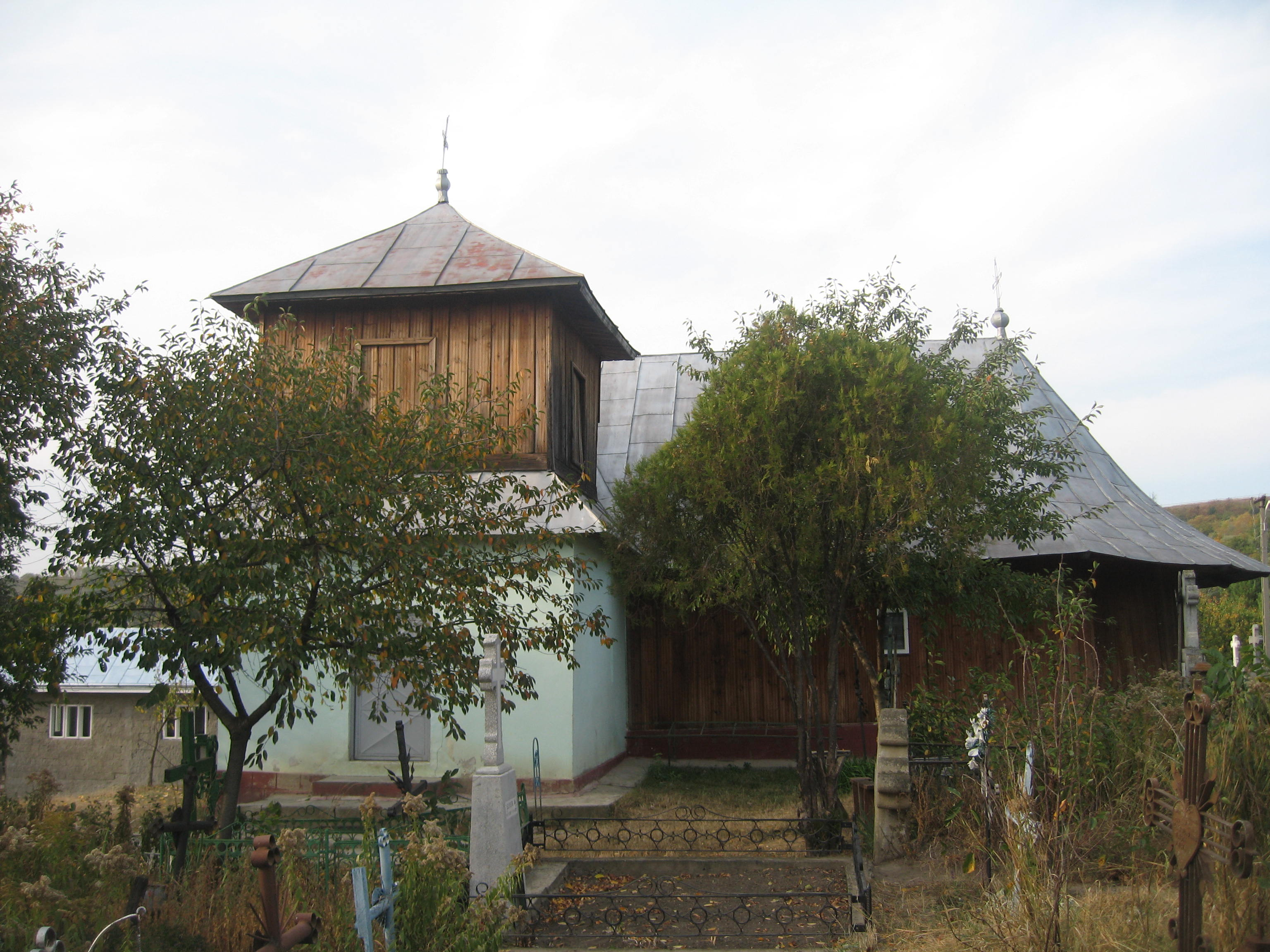
Biserica de lemn „Sfinții Voievozi”, monument istoric de interes local

Două obiective din comuna Costești sunt incluse în lista monumentelor istorice din județul Iași ca monumente de interes local. Unul este situl arheologic de la „Cier”, aflat la 200 m est de marginea satului Costești, pe dealul Coasta Mănăstirii, sit ce cuprinde vestigii din eneolitic (cultura Cucuteni, faza A). Celălalt, clasificat ca monument de arhitectură, este biserica de lemn „Sfinții Voievozi” (1777) din satul Costești.